# Mittelbiberach
Mittelbiberach település Németországban, azon belül Baden-Württembergben. Lakosainak száma 4436 fő (2023. december 31.).

## Népesség
A település népessége az elmúlt években az alábbi módon változott:
| Lakosok száma | 1860 | 1944 | 2304 | 2580 | 2686 | 3261 | 3586 | 3923 | 4096 | 4436 |
|               | 1961 | 1967 | 1974 | 1980 | 1987 | 1993 | 2000 | 2006 | 2013 | 2023 |

## Neves személyek
- Itt született 1522-ben Schwendi Lázár német hadvezér, császári tábornok, kassai főkapitány.